# Arsen Harutyunyan (ski)
Pour les articles homonymes, voir Arsen Harutyunyan et Harutyunyan.
Arsen Harutyunyan (arménien : Արսէն Հարությունյան), né le 16 mars 1968 à Tsakhkadzor, est un skieur alpin arménien. Il a représenté son pays lors des Jeux olympiques d'hiver de 1998 et de 2002. En 2002, il a été porte-drapeau comme lors des Jeux olympiques d'hiver de 1994 (sans participer).